# Dichodontium integrum
Dichodontium integrum là một loài rêu trong họ Dicranaceae. Loài này được Sakurai mô tả khoa học đầu tiên năm 1949.